# Michael Sollbauer
Michael Sollbauer (Sankt Veit an der Glan, 15 maggio 1990) è un calciatore austriaco, difensore del Ried.

## Caratteristiche tecniche
Difensore centrale, può giocare anche come terzino destro.

## Carriera

### Club
Ha giocato nella prima divisione austriaca e nella seconda divisione inglese.

### Nazionale
Ha giocato nella nazionale austriaca Under-21.

## Palmarès

### Club

#### Competizioni nazionali
- 2. Liga: 1

Ried: 2024-2025